# Sörliden
Sörliden är ett naturreservat i Vindelns kommun i Västerbottens län.
Området är naturskyddat sedan 1997 och är 128 hektar stort. Reservatet omfattar nedre delen av sydsluttningen av Sörberget och våtmarker nedanför. I sluttningen växer tätvuxen tallnaturskog.